# Argyrochlamys cavicola
Argyrochlamys cavicola är en tvåvingeart som först beskrevs av Octave Parent 1929.  Argyrochlamys cavicola ingår i släktet Argyrochlamys och familjen styltflugor.
Artens utbredningsområde är Djibouti. Inga underarter finns listade i Catalogue of Life.